# I Kissed a Girl
I Kissed a Girl er en sang af pop-sangerinden Katy Perry, skrevet af Perry, Dr. Luke, Max Martin og Cathy Dennis. den blev produceret af Dr. Luke til Perrys debutalbum One of the Boys fra 2008. Perry siger at sangen "omhandler den magiske skønhed ved en kvinde".

## Hitlister
| Hitliste (2008)                                  | Højeste placering |
| ------------------------------------------------ | ----------------- |
| Australien (ARIA)                                | 1                 |
| Østrig (Ö3 Austria Top 40)                       | 1                 |
| Belgien (Ultratop 50 Flanderen)                  | 1                 |
| Belgien (Ultratop 50 Vallonien)                  | 3                 |
| Canada (Canadian Hot 100)                        | 1                 |
| Tjekkiet (Rádio Top 100)                         | 1                 |
| Danmark (Track Top-40)                           | 1                 |
| Europa (European Hot 100 Singles)                | 1                 |
| Finland (Suomen virallinen lista)                | 2                 |
| Frankrig (SNEP)                                  | 5                 |
| Tyskland (Official German Charts)                | 1                 |
| Ungarn (Rádiós Top 40)                           | 1                 |
| Ungarn (Dance Top 40)                            | 4                 |
| Irland (IRMA)                                    | 1                 |
| Italien (FIMI)                                   | 1                 |
| Holland (Dutch Top 40)                           | 1                 |
| New Zealand (RIANZ)                              | 1                 |
| Norge (VG-lista)                                 | 1                 |
| Slovakiet (Rádio Top 100)                        | 4                 |
| Spanien (PROMUSICAE)                             | 19                |
| Sverige (Sverigetopplistan)                      | 1                 |
| Schweiz (Schweizer Hitparade)                    | 1                 |
| Storbritannien Singles (Official Charts Company) | 1                 |
| USA Billboard Hot 100                            | 1                 |
| USA Adult Top 40 (Billboard)                     | 16                |
| USA Alternative Songs (Billboard)                | 27                |
| USA Dance Club Songs (Billboard)                 | 25                |
| USA Mainstream Top 40 (Billboard)                | 2                 |